# Tân Lý Đông
Tân Lý Đông là một xã thuộc huyện Châu Thành, tỉnh Tiền Giang, Việt Nam. Năm 2018 xã đã được Ủy ban nhân dân tỉnh công nhận là xã Nông Thôn Mới, hiện nay đường sá trên địa bàn xã đã được đầu tư đồng bộ góp phần thuận tiện cho việc giao lưu hàng hoá và đi lại của người dân.
Xã có diện tích 15,97 km², dân số năm 2019 là 4239 hộ với 18.534 người, mật độ dân số đạt 1.195 người/km². Xã Tân Lý Đông nằm về phía đông Bắc của huyện Châu Thành cách trung tâm huyện khoảng 3,3 km và cách TP. Hồ Chí Minh 60 km đã tạo điều kiện thuận lợi trong việc cạnh tranh, thu hút đầu tư từ bên ngoài cũng như thuận lợi trong phát triển kết cấu hạ tầng và phát triển các loại hình công nghiệp và nông nghiệp phục vụ đô thị, xã Tân Lý Đông có hai tuyến tỉnh lộ 866 và 866B đi qua địa bàn nên rất thuận lợi về giao thông và là cửa ngỏ đi vào khu công nghiệp Long Giang, phía đông giáp cổng sau khu Công nghiệp Tân Hương nên thuận lợi cho thương mại - dịch vụ và mua bán nhỏ lẽ phục vụ cho nhu cầu của Công nhân ở hai khu công nghiệp. Trong tương lai xã Tân Lý Đông sẽ thành lập cụm công nghiệp Tân Lý Đông với diện tích 50 ha để góp phần giải quyết việc làm cho người dân của địa phương và các khu vực lân cận.